# Plagiodontinae
Sous-famille
Plagiodontinae est une sous-famille de rongeurs, des sortes de hutias de la famille des Capromyidae. Hormis Plagiodontia aedium qui est en danger d'extinction, toutes les espèces ont désormais disparu.
Cette sous-famille a été décrite pour la première fois en 1940 par le zoologiste britannique John Reeves Ellerman (1909-1973).

## Liste des genres
Selon Mammal Species of the World (version 3, 2005)  (18 janv. 2013) et ITIS (18 janv. 2013) :
- genre Plagiodontia F. Cuvier, 1836 - les Plagiodontes
- † genre Rhizoplagiodontia Woods, 1989